# Macrobracon similis
Macrobracon similis är en stekelart som beskrevs av Szepligeti 1902. Macrobracon similis ingår i släktet Macrobracon och familjen bracksteklar. Inga underarter finns listade i Catalogue of Life.